# Bužim
Bužim (in cirillico bosniaco Buzim) è un comune della Federazione di Bosnia ed Erzegovina situato nel Cantone dell'Una-Sana, con 20.298 abitanti al censimento del 2013.
Confina con Bosanska Krupa ad est, con Cazin a sud, con Velika Kladuša ad ovest e a nord e con la Croazia a nord-est. La maggior parte del territorio comunale è montagnosa.